# 罗伯托·法里纳奇

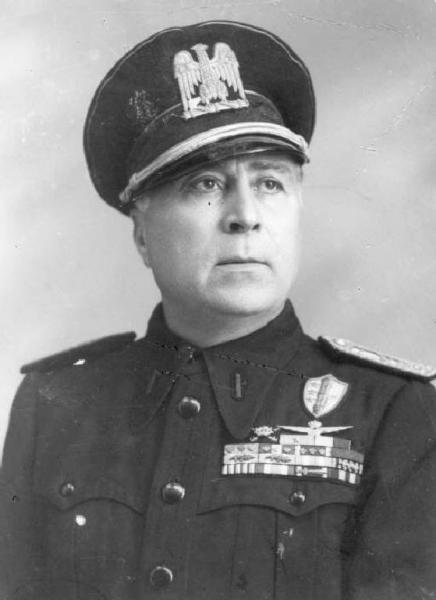
罗伯托·法里纳奇

罗伯托·法里纳奇（Roberto Farinacci，1892年10月16日—1945年4月28日）是一位意大利法西斯主義政治人物，也是国家法西斯党的党员以及党内的反犹太主义者。
第二次世界大战爆发后，法里纳奇开始支持納粹德國，经常与德國方面通讯。法里纳齐曾敦促墨索里尼领导意大利與德國一同作戰。
1943年7月，法里纳奇参加法西斯大委员会会议，见证了格兰迪决议的出台。大委员会中的大多数委员都表示支持将墨索里尼逐出政府，但法里纳奇没有跟他们一起反对墨索里尼。墨索里尼被捕后，法里纳奇逃到德国。
纳粹德國高层曾考虑过扶植法里纳奇为意大利社会共和国的政府首脑，但在橡树行动后，德方还是选择了扶植墨索里尼。法里纳奇此時在克雷莫纳定居。
1945年4月26日早上，法里纳奇逃离克雷莫纳。4月27日，他乘车在布里维奥附近撞见一支義大利抵抗運動巡逻队，他拒绝停车，枪战随即爆发，司机被打死。法里纳奇没有受伤，游击队将其抓获。法里纳奇被带到维梅尔卡泰的市政厅，接受游击队法庭审判。他要求游击队带他去克雷莫纳，说“那里的人会告诉你们，我为他们做过好事，必须要释放我”，同时不承认所有针对他的指控；审判方内部出现了分歧，天主教民主党的代表想把法里纳奇交给同盟国，而意大利共产党和意大利社会党的代表则想要处决他。最终，法里纳奇被判处死刑，他于4月28日在维梅尔卡泰的主广场被行刑队枪决。游击队员打算朝法里纳奇背后开枪，但他在最后时刻转过身来，因此被射中胸部，据称他在死前曾高喊“意大利万岁”。